# Breve (araldica)
Breve è un termine utilizzato in araldica per indicare una striscia di carta, pergamena o stoffa, svolazzante, bifida, col motto scrittovi; o al naturale o smaltata.

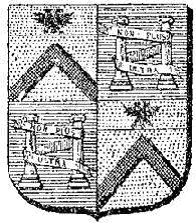
Breve che avvolge le colonne
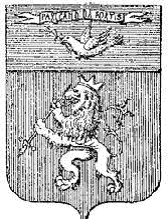
Breve sorretto dalla colomba
Breve appeso alle fronde (stemma di Levico Terme)